# 張才善
張才善（？—？），字具美，號艺公，河南歸德府永城縣人，明末政治人物。

## 生平
须髯浓密，容貌俊伟，家有奇男子之稱。早年丧父，事母如父。崇祯六年中癸酉科鄉試第七十六名举人，七年（1634年）登甲戌科會試第一百八十一名，廷試三甲第二百七十一名进士，户部觀政，八年授行人司行人，十二年順天同考，十四年考选刑部福建司主事，十五年升雲南司郎中，执法平允，守正不阿。本年调任西安府，卒于官署，因廉洁奉公，卒后身无余资。

## 家族
曾祖张自乐，乡饮大宾；祖张治邦，贈奉政大夫、祀乡贤；父张西星，丙子副榜，赠征仕郎、行人司行人。